# Sproughton
Sproughton – wieś w Anglii, w hrabstwie Suffolk, w dystrykcie Babergh. Leży 4 km na zachód od miasta Ipswich i 104 km na północny wschód od Londynu.